# SHV-Grossfeld-Cup 2016
Der SHV-Grossfeld-Cup 2016 war die 75. Austragung des Schweizer Handballgrossfeld-Cup-Wettbewerbs der Männer.

## Finalrunde

### Rangliste
| Pl.                              |  | Verein                | Sp. | S | U | N | Tore    | Diff. | Punkte |
| -------------------------------- |  | --------------------- | --- | - | - | - | ------- | ----- | ------ |
| 1.                               |  | BSV Borba Luzern (GC) | 3   | 3 | 0 | 0 | 072:550 | +17   | 06:00  |
| 2.                               |  | Lägern Wettingen      | 3   | 2 | 0 | 1 | 078:640 | +14   | 04:20  |
| 3.                               |  | Seen Tigers           | 3   | 1 | 0 | 2 | 057:710 | −14   | 02:40  |
| 4.                               |  | SG Pfadi/Yellow/U19   | 3   | 0 | 0 | 3 | 052:690 | −17   | 00:60  |
| Quelle: SHV, Stand: 3. Juli 2016 |  |                       |     |   |   |   |         |       |        |

| Zum Cupende 2016:    |                                             |
|                      |                                             |
|                      | Grossfeld-Cup 2016 Sieger                   |
|                      |                                             |
| Zum Saisonende 2015: |                                             |
| (GC)                 | Grossfeld-Cup Sieger 2015: BSV Borba Luzern |

### Spiele
| 3. Juli 2016 10:00 Uhr | Seen Tigers  | 18:30 | Lägern Wettingen | Fussballplatz Steinacker, Winterthur Schiedsrichter: Eichenberger |
| 3. Juli 2016 10:00 Uhr | (6:14)       |       |                  | Fussballplatz Steinacker, Winterthur Schiedsrichter: Eichenberger |
| 3. Juli 2016 10:00 Uhr | Spielbericht |       |                  | Fussballplatz Steinacker, Winterthur Schiedsrichter: Eichenberger |

| 3. Juli 2016 11:00 Uhr | BSV Borba Luzern | 23:14 | SG Pfadi/Yellow/U19 | Fussballplatz Steinacker, Winterthur Schiedsrichter: Joss |
| 3. Juli 2016 11:00 Uhr | (14:6)           |       |                     | Fussballplatz Steinacker, Winterthur Schiedsrichter: Joss |
| 3. Juli 2016 11:00 Uhr | Spielbericht     |       |                     | Fussballplatz Steinacker, Winterthur Schiedsrichter: Joss |

| 3. Juli 2016 12:00 Uhr | Seen Tigers  | 21:25 | BSV Borba Luzern | Fussballplatz Steinacker, Winterthur Schiedsrichter: Eichenberger |
| 3. Juli 2016 12:00 Uhr | (12:15)      |       |                  | Fussballplatz Steinacker, Winterthur Schiedsrichter: Eichenberger |
| 3. Juli 2016 12:00 Uhr | Spielbericht |       |                  | Fussballplatz Steinacker, Winterthur Schiedsrichter: Eichenberger |

| 3. Juli 2016 13:00 Uhr | Lägern Wettingen | 28:22 | SG Pfadi/Yellow/U19 | Fussballplatz Steinacker, Winterthur Schiedsrichter: Joss |
| 3. Juli 2016 13:00 Uhr | (17:11)          |       |                     | Fussballplatz Steinacker, Winterthur Schiedsrichter: Joss |
| 3. Juli 2016 13:00 Uhr | Spielbericht     |       |                     | Fussballplatz Steinacker, Winterthur Schiedsrichter: Joss |

| 3. Juli 2016 14:00 Uhr | Seen Tigers  | 18:16 | SG Pfadi/Yellow/U19 | Fussballplatz Steinacker, Winterthur Schiedsrichter: Müller |
| 3. Juli 2016 14:00 Uhr | (9:8)        |       |                     | Fussballplatz Steinacker, Winterthur Schiedsrichter: Müller |
| 3. Juli 2016 14:00 Uhr | Spielbericht |       |                     | Fussballplatz Steinacker, Winterthur Schiedsrichter: Müller |

| 3. Juli 2016 15:00 Uhr | Lägern Wettingen | 20:24 | BSV Borba Luzern | Fussballplatz Steinacker, Winterthur Schiedsrichter: Müller |
| 3. Juli 2016 15:00 Uhr | (9:11)           |       |                  | Fussballplatz Steinacker, Winterthur Schiedsrichter: Müller |
| 3. Juli 2016 15:00 Uhr | Spielbericht     |       |                  | Fussballplatz Steinacker, Winterthur Schiedsrichter: Müller |

## Qualifikationsrunde

### Gruppe 1

#### Rangliste
| Pl.                              |  | Verein               | Sp. | S | U | N | Tore    | Diff. | Punkte |
| -------------------------------- |  | -------------------- | --- | - | - | - | ------- | ----- | ------ |
| 1.                               |  | Lägern Wettingen     | 3   | 2 | 1 | 0 | 068:450 | +23   | 05:10  |
| 2.                               |  | Dynamo Stäfa Lakers  | 3   | 2 | 1 | 0 | 073:630 | +10   | 05:10  |
| 3.                               |  | RomanshornWinterthur | 3   | 1 | 0 | 2 | 054:710 | −17   | 02:40  |
| 4.                               |  | HSC Kreuzlingen      | 3   | 0 | 0 | 3 | 061:770 | −16   | 00:60  |
| Quelle: SHV, Stand: 5. Juni 2016 |  |                      |     |   |   |   |         |       |        |

| Zum Rundenende 2016: |                                  |
|                      |                                  |
|                      | Qualifikation für die Finalrunde |
|                      |                                  |

#### Spiele
| 5. Juni 2016 10:00 Uhr | HSC Kreuzlingen | 20:23 | RomanshornWinterthur | Sportanlage Burgerfeld, Kreuzlingen |
| 5. Juni 2016 10:00 Uhr | (7:12)          |       |                      | Sportanlage Burgerfeld, Kreuzlingen |
| 5. Juni 2016 10:00 Uhr | Spielbericht    |       |                      | Sportanlage Burgerfeld, Kreuzlingen |

| 5. Juni 2016 11:00 Uhr | Dynamo Stäfa Lakers | 28:18 | Lägern Wettingen | Sportanlage Burgerfeld, Kreuzlingen |
| 5. Juni 2016 11:00 Uhr | (9:9)               |       |                  | Sportanlage Burgerfeld, Kreuzlingen |
| 5. Juni 2016 11:00 Uhr | Spielbericht        |       |                  | Sportanlage Burgerfeld, Kreuzlingen |

| 5. Juni 2016 12:00 Uhr | HSC Kreuzlingen | 26:30 | Dynamo Stäfa Lakers | Sportanlage Burgerfeld, Kreuzlingen |
| 5. Juni 2016 12:00 Uhr | (16:16)         |       |                     | Sportanlage Burgerfeld, Kreuzlingen |
| 5. Juni 2016 12:00 Uhr | Spielbericht    |       |                     | Sportanlage Burgerfeld, Kreuzlingen |

| 5. Juni 2016 13:00 Uhr | Lägern Wettingen | 26:12 | RomanshornWinterthur | Sportanlage Burgerfeld, Kreuzlingen |
| 5. Juni 2016 13:00 Uhr | (11:5)           |       |                      | Sportanlage Burgerfeld, Kreuzlingen |
| 5. Juni 2016 13:00 Uhr | Spielbericht     |       |                      | Sportanlage Burgerfeld, Kreuzlingen |

| 5. Juni 2016 14:00 Uhr | HSC Kreuzlingen | 15:24 | Lägern Wettingen | Sportanlage Burgerfeld, Kreuzlingen |
| 5. Juni 2016 14:00 Uhr | (6:9)           |       |                  | Sportanlage Burgerfeld, Kreuzlingen |
| 5. Juni 2016 14:00 Uhr | Spielbericht    |       |                  | Sportanlage Burgerfeld, Kreuzlingen |

| 5. Juni 2016 15:00 Uhr | Dynamo Stäfa Lakers | 25:19 | RomanshornWinterthur | Sportanlage Burgerfeld, Kreuzlingen |
| 5. Juni 2016 15:00 Uhr | (18:8)              |       |                      | Sportanlage Burgerfeld, Kreuzlingen |
| 5. Juni 2016 15:00 Uhr | Spielbericht        |       |                      | Sportanlage Burgerfeld, Kreuzlingen |

### Gruppe 2 / Winterthurer Grossfeldtrophy (Samstag)
Der  BSV Borba Luzern qualifizierte sich über die Winterthurer Grossfeldtrophy vom Samstag.

### Gruppe 3 / Winterthurer Grossfeldtrophy (Sonntag)
Die  SG Pfadi/Yellow/U19 qualifizierte sich über die Winterthurer Grossfeldtrophy vom Sonntag.